# An Wasserflüssen Babylon
An Wasserflüssen Babylon sind die Anfangsworte eines Chorals der Reformationszeit. Während der Text heute weitgehend in Vergessenheit geraten ist, ist die Melodie bis heute durch Orgelstücke und mit dem Text des Paul-Gerhardt-Chorals Ein Lämmlein geht und trägt die Schuld (EG 83) verbreitet.

## Choral
Der Choral ist eine textnahe Paraphrase von Psalm 137. Er erschien zuerst 1525 in Straßburg in der heute verlorenen Schrift Das dritt theil Straßburger kirchen ampt. Das Buch enthielt, nach den Vorgaben Martin Bucers, neben einer Agende lediglich metrische Psalmen als Kirchenlieder. Als Autor von Text und Melodie gilt der Organist Wolfgang Dachstein. Das Lied fand schnell Anklang: 1531 erschien es in einem Nürnberger Gesangbuch, und 1545 nahm Martin Luther das Lied in sein sogenanntes Babstsches Gesangbuch auf. Von da aus wurde es zunächst in fast alle deutschen Gesangbücher übernommen. Georg Rhau schuf 1544 zwei mehrstimmige Bearbeitungen für seine Sammlung Neue Deutsche Geistliche Gesänge für die gemeinen Schulen; Sigmund Hemmel verwendete den Text in den 1550er Jahren in seiner 1569 gedruckten vierstimmigen Vertonung des gesamten Psalters mit der Melodieführung im Tenor. Miles Coverdale sorgte schon früh für eine englische Übersetzung.

### Text
1. An Wasserflüssen Babylon,

    Da saßen wir mit Schmerzen;

    Als wir gedachten an Sion,

    Da weinten wir von Herzen;

    Wir hingen auf mit schwerem Mut

    Die Orgeln und die Harfen gut

    An ihre Bäum der Weiden,

    Die drinnen sind in ihrem Land,

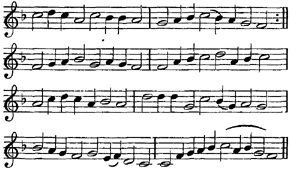
Melodie zu An Wasserflüssen Babylon

    Da mussten wir viel Schmach und Schand

    Täglich von ihnen leiden.

2. Die uns gefangen hielten lang                 

    So hart an selben Orten                           

    Begehrten von uns ein Gesang              

    Mit gar spöttlichen Worten                     

    Und suchten in der Traurigkeit               

    Ein fröhlichn Gsang in unserm Leid      

    Ach lieber tut uns singen                        

    Ein Lobgesang, ein Liedlein schon

    Von den Gedichten aus Zion,

    Das fröhlich tut erklingen.                      

3. Wie sollen wir in solchem Zwang

    Und Elend, jetzt vorhanden,                   

    Dem Herren singen ein Gesang

    Sogar in fremden Landen ?                    

    Jerusalem, vergiss ich dein,

    So wolle Gott, der G'rechte, mein          

    Vergessen in meim Leben,                         

    Wenn ich nicht dein bleib eingedenk

    Mein Zunge sich oben ane häng                 

    Und bleib am Rachen kleben.

4. Ja, wenn ich nicht mit ganzem Fleiss,        

    Jerusalem, dich ehre,                                   

    Im Anfang meiner Freude Preis                 

    Von jetzt und immermehre,                       

    Gedenk der Kinder Edom sehr,

    Am Tag Jerusalem, o Herr,

    Die in der Bosheit sprechen:

    Reiss ab, reiss ab zu aller Stund,

    Vertilg sie gar bis auf den Grund,             

    Den Boden wolln wir brechen!

 

5. Die schnöde Tochter Babylon,                  

    Zerbrochen und zerstöret,                         

    Wohl dem, der wird dir gebn den Lohn   

    Und dir, das wiederkehret,                        

    Dein Übermut und Schalkheit gross,

    Und misst dir auch mit solchem Mass,     

    Wie du uns hast gemessen;

    Wohl dem, der deine Kinder klein  

    Erfasst und schlägt sie an ein Stein,

    Damit dein wird vergessen!

### Verwendung
Eine frühe Überschrift verdeutlicht, wie die reformatorisch gesinnten Kreise ihre Situation mit der des Psalms identifizierten: „Ein Klag und Gelübdpsalm über die Unterdrückung des wahren Gottesdienstes von den gottlosen Tyrannen und ernste Begierde, den wahren Gottesdienst wieder anzurichten.“
In evangelischen Kirchenordnungen des 16. Jahrhunderts wurde der Choral dann dem Proprium des 10. Sonntags nach Trinitatis zugeordnet. Dieser Israelsonntag gedenkt in besonderer Weise des Volkes Israel und der Zerstörung des Tempels.
Eine besondere Verwendung erfuhr der Choral in Magdeburg:

„Nach der grausamen Zerstörung unserer Stadt Magdeburg am 10. Mai 1631 (durch Tilly), welche wohl schrecklicher ist denn die von Troja und Jerusalem, ordnete der hohe Rath im Einverständniß mit den Geistlichen an, daß jedes Jahr an diesem Tag ein feierliches Klag-, Buß-, Bet- und Dankfest soll gehalten werden, wobei dieses so großen Jammers nimmermehr vergessen werden sollte. An diesem Gedächtnißtage stellt sich die Gemeinde in großer Zahl, wie billig, im Hause Gottes ein, demüthige Gebete werden dem Herrn vorgetragen, und dann singt die Gemeinde den tief wehmüthigen Psalm 137 von Wolfgang Dachstein mit seiner herrlichen Melodie. Eine entsprechende Predigt schließt sich an, und so geht dieser Gottesdienst nicht ohne viele reichliche Thränen, wie bei Israel, zu Ende.“

Franz Tunder schuf 1645 ein Geistliches Konzert für eine Singstimme, fünf Streicher und Continuo, das heute zum festen Repertoire barocker Vokalmusik zählt.
Im Laufe des 18. Jahrhunderts verschwand jedoch der Text aus den Gesangbüchern. Das Lied mit nicht wenigen ungelenken Stellen, und ohne die volle Neutestamentliche Verklärung kehrte auch später und bis heute nicht in diese zurück.
Das galt jedoch nicht für die Melodie mit ihrem charakteristischen pentatonischen Motiv, die mit 84 Tönen zu den umfangreichsten Kirchenliedmelodien gehört. Schon bald nach ihrer Entstehung wurde sie als melodia suavissima (lat.: süsseste Melodie) gerühmt. Im 17. Jahrhundert wurden eine ganze Reihe von Texten im Thon: An Wasserflüssen gedichtet, der bekannteste sicher Ein Lämmlein geht und trägt die Schuld von Paul Gerhardt.

## Orgelmusik

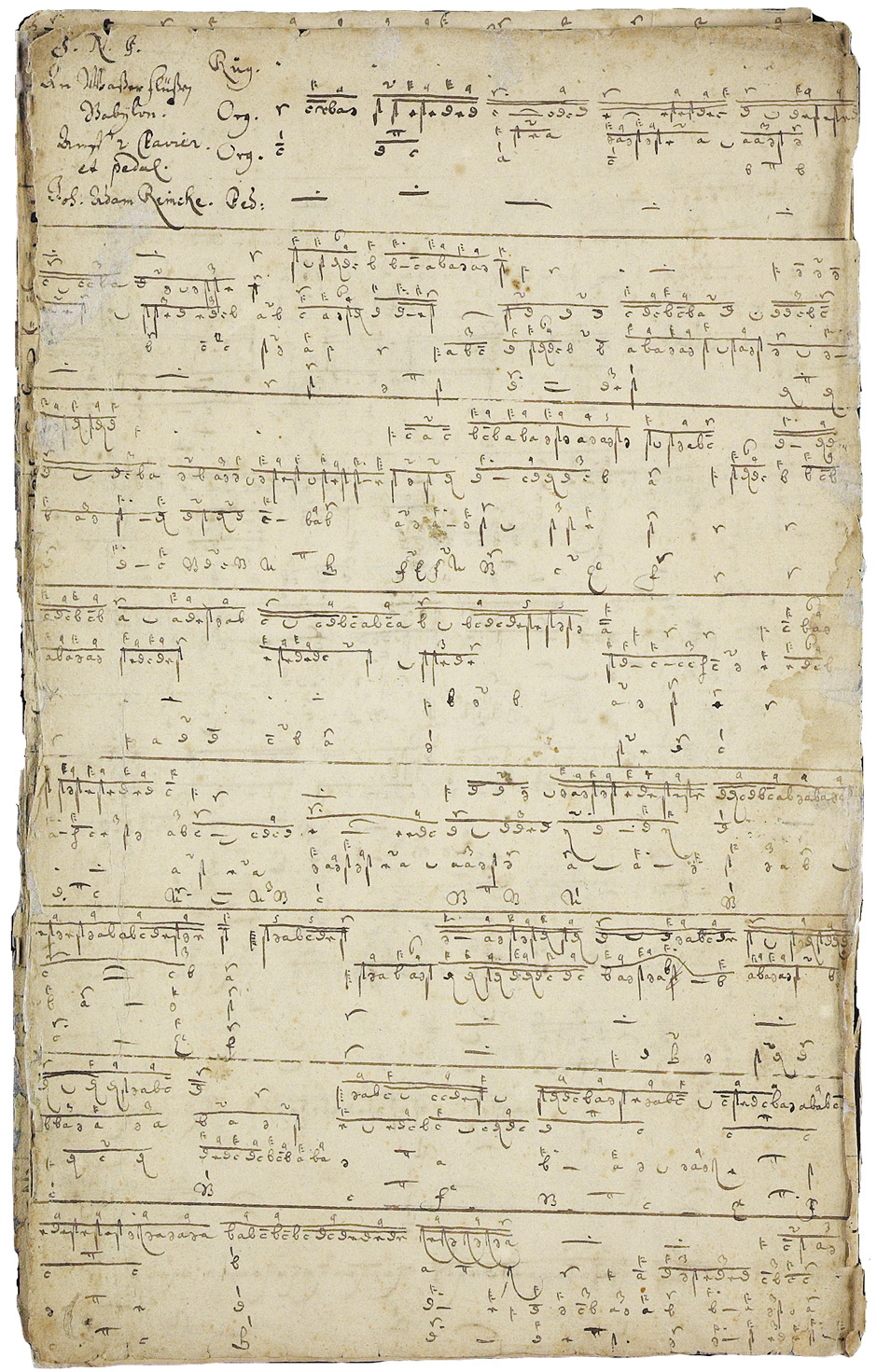
Bachs Kopie von Reinckens An Wasserflüssen Babylon

Die im 17. Jahrhundert verbreitete und beliebte Melodie diente einer ganzen Reihe von Orgelstücken als Grundlage. Eins der bekanntesten und wirkungsgeschichtlich bedeutendsten ist eine Choral-Fantasie des Hamburger Organisten Johann Adam Reincken. Sie umfasst 320 Takte; eine Aufführung dauert ca. 19 Minuten. Jede Zeile ist verschiedenartig durchkomponiert, und Reincken verwendet alle Stilmittel der Norddeutschen Orgelschule. Reinckens Ruf veranlasste den jungen Johann Sebastian Bach während seines Lüneburger Aufenthalts, ihn 1701 in Hamburg zu besuchen, um sich im Orgelspiel bei ihm ausbilden zu lassen. Bach war zutiefst von Reinckens Improvisationen über den Choral „An Wasserflüssen Babylon“ beeindruckt. Erst 2005 wurde in der Herzogin Anna Amalia Bibliothek eine eigenhändige Abschrift Bachs aus dieser Zeit von Reinckens An Wasserflüssen Babylon entdeckt.
Später, in seiner Köthener Zeit, kam Johann Sebastian Bach 1720 noch einmal nach Hamburg, um sich um die Organistenstelle an St. Jakobi zu bewerben. In diesem Zusammenhang spielte er auf der Orgel der Katharinenkirche zwei Stunden lang. Auf Verlangen der Zuhörer soll er fast eine halbe Stunde lang über An Wasserflüssen Babylon improvisiert haben, was den greisen Reincken zu dem Lob veranlasste: Ich dachte, diese Kunst wäre gestorben; ich sehe aber, daß sie in Ihnen noch lebet.
Ein Zusammenhang dieses Besuchs mit Bachs eigener Fassung des Chorals, dem dritten der Achtzehn Choräle (BWV 653), wurde in der Bachforschung früher angenommen, wird aber heute eher bezweifelt. Ursprünglich fünfstimmig und mit Doppelpedal, überarbeitete Bach sie wohl schon in Weimar zu einer leichter zu spielenden vierstimmigen Fassung. Diese Fassung revidierte er nochmals und erweiterte sie um sechs Takte mit einem erneuten Einsatz der ersten Choralzeile für die Veröffentlichung. Eine Chorfassung findet sich in den Vierstimmigen Choralsätzen (BWV 267).
Weitere Vertonungen des Chorals für Orgel existieren von Johann Pachelbel, Johann Christoph Bach und Sigfrid Karg-Elert.